# Kanarski bor
Kanarski bor (Pinus canariensis), vrsta je golosjemenjača iz porodice četinjača Pinaceae. To je veliko zimzeleno drvo izvorno i endemsko za vanjske Kanarske otoke (Gran Canaria, Tenerife, El Hierro i La Palma) u Atlantskom oceanu. Suptropski je bor i ne podnosi niske temperature ili jak mraz, a preživljava temperature do oko -6 do -10 °C. Unutar svog prirodnog područja raste pod izuzetno promjenjivim režimima padalina, s manje od 300 mm do nekoliko tisuća, uglavnom zbog razlika u hvatanju magle od lišća. U toplim uvjetima ovo je jedan od najotpornijih borova koji živi i s manje od 200 mm padalina godišnje. Biljni je simbol otoka La Palma.

## Rasprostranjenost
Izvorni raspon je donekle smanjen zbog pretjerane sječen, tako da velike šume postoje još samo na otocima Tenerife, La Palma i Gran Canaria. Vrlo velika stabla i dalje su rijetka zbog pretjerane sječenja. To je najviše drvo na Kanarskim otocima.

## Opis
Pinus canariensis je veliko zimzeleno stablo, koje naraste od 30 do 40 m, s promjerom debla od 100 do 120 cm promjer trupa. Rijetko može narasti u visinu do 60 m, a promjer debla može biti do 265 cm. Zeleni do žuto-zeleni listovi su igličasti, u svežnjevima dužine 20-30 cm, s fino nazubljenim rubovima, često obješeni. Karakteristika vrste je pojava glaukoznih (plavkastozelenih) epikormičnih izbojaka koji rastu iz donjeg debla, ali u svom prirodnom području to se događa samo kao posljedica požara ili drugih oštećenja. Ovaj je bor jedna od najotpornijih četinjača na svijetu. Češeri su dugi 10–18 cm, široki 5 cm, sjajne kesten-smeđe boje, a često ostaje zatvoren nekoliko godina (serotinski češeri). Najbliži srodnici su mu Pinus roxburghii s Himalaje, mediteranski borovi Pinus pinea, Pinus halepensis, Pinus pinaster i Pinus brutia s istočnog Sredozemlja.

## Fosilni zapis
Fosili Pinus canariensis opisani su iz fosilne flore okruga Kızılcahamam u Turskoj, iz ranog pliocenskog doba.

## Uzgoj i namjene
Izuzetno duge iglice stabla značajno doprinose opskrbi otoka vodom, zauzimajući velike količine kondenzacije iz vlažnog zraka koji dolazi s Atlantika s prevladavajućim sjeveroistočnim vjetrom (lokalno nazvan "alisios"). Kondenzacija tada pada na tlo i tlo ga brzo apsorbira, na kraju prodirući do podzemnih vodonosnika.
Aromatično drvo, posebno srce, spada među najfinije borovo drvo - tvrdo, čvrsto i izdržljivo. U kopnenoj Španjolskoj, Južnoj Africi, Siciliji i Australiji postala je naturalizirana vrsta.
Pinus canariensis je popularno ukrasno drvo u toplijim podnebljima, poput privatnih vrtova, javnih krajolika i uličnih stabala u Kaliforniji.

## Galerija
- Deblo
- Nezreli muški češer Pinus canariensis na Gran Canariji
- Zreli otvoreni ženski češer
- Uzorci na drvu
- Vatrootporno deblo
- Vilaflor, Tenerife
- Jug Tenerifa
- Pinus canariensis, Santa Cruz
- Šuma Pinus canariensis, La Palma
- Pinus canariensis, Caldera de Taburiente
- Tenerife
- Gran Canaria
- Muški češeri Pinus canariensis, Temecula, Kalifornija, SAD

## Vanjske poveznice
|  | Zajednički poslužitelj ima stranicu o temi Pinus canariensis    |
|  | Zajednički poslužitelj ima još gradiva o temi Pinus canariensis |
|  | Wikivrste imaju podatke o taksonu Pinus canariensis             |

- University of Murcia: Tenerife Island, Canarias, Spain: Pinus canariensis
- University of California: Davis Pinus canariensis